# Coca-Cola with Lemon
Coca-Cola with Lemon (на български език – Кока-Кола с лимон) е безалкохолна напитка, базирана на напитката Кока-Кола и собственост на Coca-Cola Company. Диетичният вариант е пуснат на пазара в САЩ през 2001 година.
Coca-Cola with Lemon се предлага в следните страни:
- Американска Самоа
- Хонг Конг
- Макао
- Австрия
- Белгия
- Китай
- Дания
- Босна и Херцеговина
- Финландия
- Франция
- Германия
- Исландия
- Израел
- Люксембург
- Малайзия
- Монголия
- Холандия
- Португалия
- Корея
- Сингапур
- Южна Африка
- Испания
- Швеция
- Швейцария
- Тайван
- Тунис

Coca-Cola Light with Lemon е спряна в следните страни:
- Норвегия (2005)
- Австралия
- Мексико
- Нова Зеландия
- Обединеното кралство (2006)